# Deutsches Spielkartenmuseum

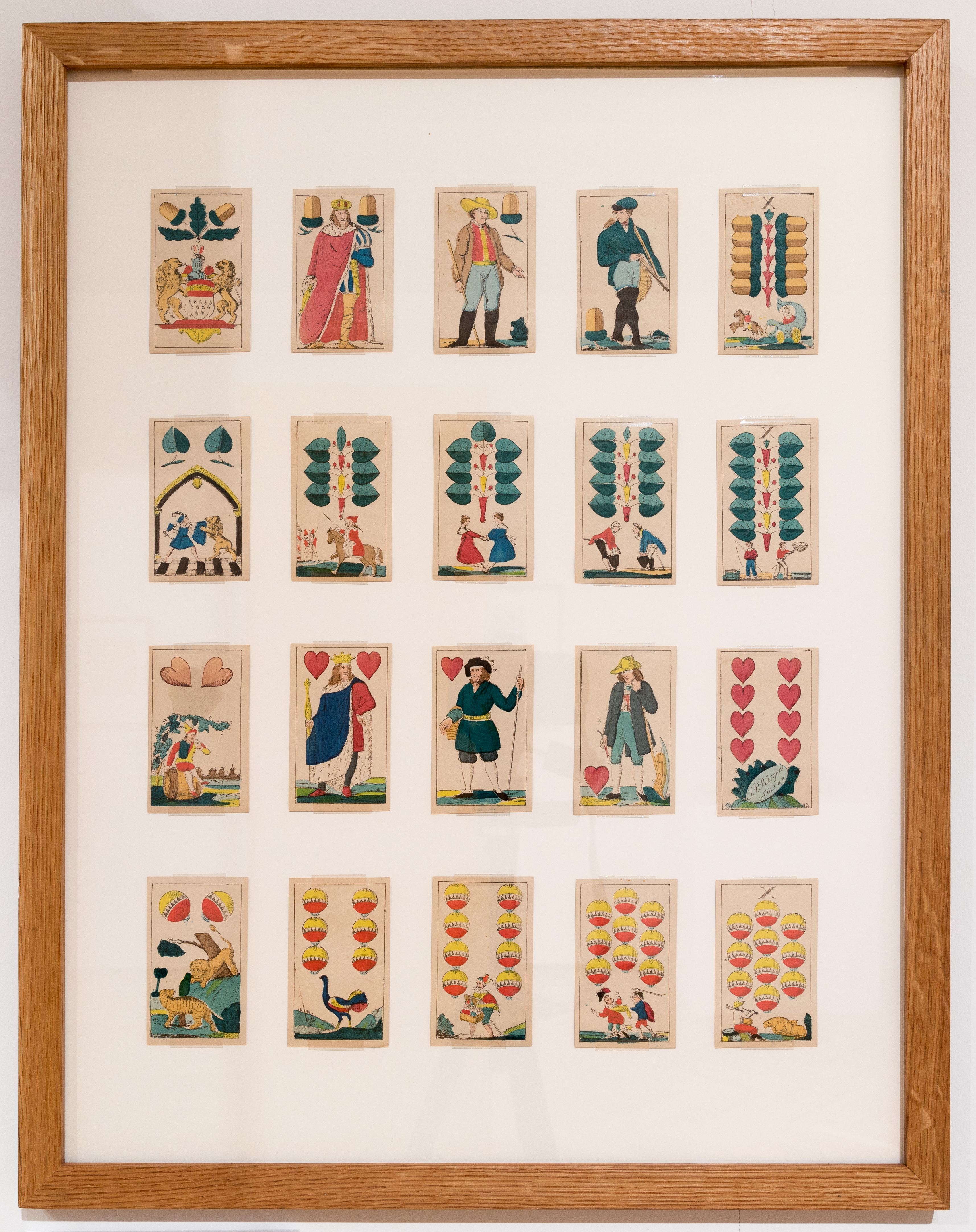
Deutsche Karten mit Kölnmotiven. Spielkartenfabrik Joh. Pet. Bürgers. Köln, um 1850

Das Deutsche Spielkartenmuseum in Leinfelden-Echterdingen, eine Zweigstelle des Landesmuseums Württemberg, beherbergt eine der größten öffentlichen Spielkarten-Sammlungen in Europa und steht allen Ludologen und privat Interessierten offen. Spielkarten werden systematisch gesammelt, archiviert und erforscht. Die Sammlung umfasst über 30.000 Kartenspiele mit mehr als einer Million Einzelkarten, eine Spielebibliothek mit Archiv, eine Grafiksammlung, sowie kunstgewerbliche Gegenstände, Kartenpressen, Druckstöcke, Gläser, Spieltische usw. Eine Rarität ist die asiatisch-indische Spielkartensammlung. Sie gilt weltweit als die umfassendste und schönste. Das Museum ist Mitglied der International Playing Card Society. 

## Geschichte
Die Geschichte des Spielkartenmuseums begann 1923 im thüringischen Altenburg. Auf Initiative von Julius Benndorf, Herausgeber des Altenburger Skatkalenders (Pseudonym Benno Dirf), und mit Hilfe von Carl Schneider, Direktor der Vereinigten Stralsunder Spielkartenfabriken (später ASS), wurde dem bereits vier Jahre vorher von Albrecht von der Gabelentz gegründeten Heimatmuseum im Altenburger Schloss ein Spielkartenmuseum namens Skatheimat angegliedert, das auf einen Raum beschränkt war. 6000 unterschiedliche Kartenspiele konnten bis 1939 gesammelt werden. 1946 wurde bei der Demontage der Spielkartenfabrik ASS durch die sowjetische Militäradministration in Thüringen die Sammlung des Museums ebenfalls abtransportiert, ihr Verbleib ist unklar.
Das nach dem Zweiten Weltkrieg nach Westdeutschland, zuerst nach Mannheim, 1956 nach Leinfelden, verlagerte enteignete Unternehmen ASS baute dort in einem neuen Firmenmuseum, dem ASS-Museum, wieder eine Sammlung auf. Kontinuierlich erwarb ASS andere Spielkartenhersteller mit teilweise mehr oder weniger großen Firmenarchiven, aber auch Privatsammlungen, die ausschließlich dem Museum zugutekamen:
- Sammlung Dr. Martin von Hase, 1950
- Sammlung Franz Ritter von Hauslab, 1955

1972 übernahm die ASS mit der Bielefelder Spielkarten GmbH auch das Deutsche Spielkartenmuseum e. V. in Bielefeld, das ebenfalls mehrere bedeutende Sammlungen erworben hatte:
- Sammlung Dr. Werner Jakstein, 1952
- Sammlung Richard Kaselowsky, 1955[2]
- Sammlung Rudolf von Leyden, 1956

Das Museum in Leinfelden erhielt nun den Namen der Neuerwerbung, 1974 wurde das Deutsche Spielkartenmuseum am Standort in der heutigen Schönbuchschule eröffnet. Am 18. August 1982 wurde das Deutsche Spielkartenmuseum aufgrund des immer enger werdenden finanziellen Spielraumes von ASS an das Land Baden-Württemberg und die Stadt Leinfelden-Echterdingen verkauft. Leinfelden-Echterdingen wurde Träger des Museums, das gleichzeitig Zweigstelle des Württembergischen Landesmuseums wurde. 1983 wurde ein Förderverein ins Leben gerufen.
Die Stadt Leinfelden-Echterdingen hat den Ausstellungsbetrieb zum 30. Juni 2012 eingestellt und das Museum in ein Archiv umgewandelt, das nach Voranmeldung besichtigt werden kann. Grund waren die Defizite, die das Museum erwirtschaftete. Seit 2024 gibt es wieder einen allgemeinen Besucherzeitraum (Mittwochs von 14 Uhr bis 17 Uhr). Ausstellungen werden im Stadtmuseum Leinfelden-Echterdingen gezeigt.